# Llorenç Balsach

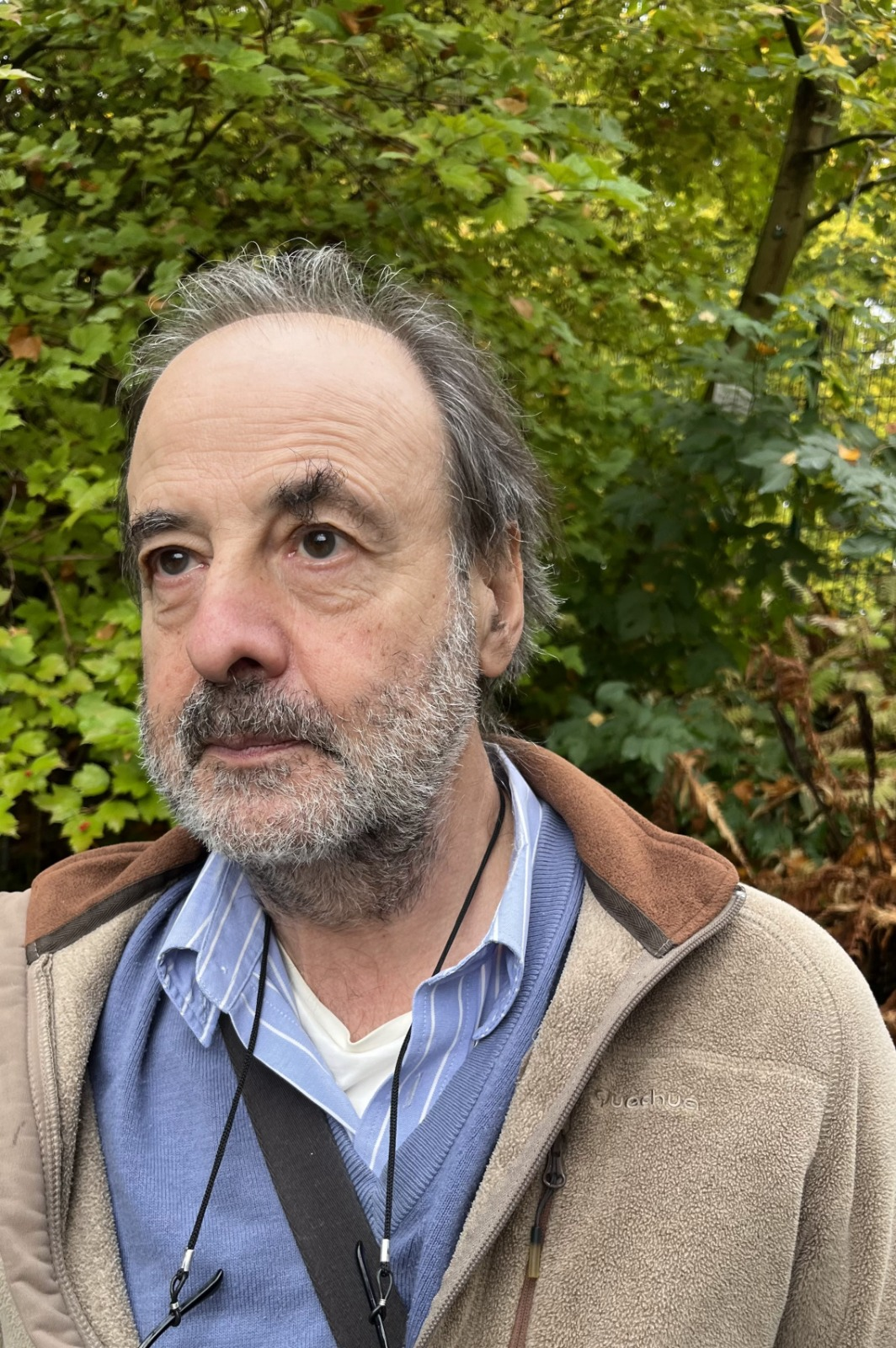
Llorenç Balsach

Llorenç Balsach Peig (Sabadell; 1953) es un compositor español de música contemporánea e investigador de la teoría musical.

## Formación
Estudió Ingeniería en la Escuela Industrial de Tarrasa y Matemáticas en la Universidad Autónoma de Barcelona, pero pronto su vocación se decantó definitivamente hacia la música.
Sus maestros fueron Josep Poch, Carles Guinovart, Albert Argudo y Josep Soler.

## Difusión de su obra
Sus obras han sido interpretadas en buena parte de los países europeos así como en varios países de América y Asia
Fue invitado a dar a conocer una obra suya en La Fenice de Venezia (en el marco de la Conferencia para el año europeo de la música) en un concierto dedicado a cinco jóvenes compositores europeos propuestos por los compositores Josep Maria Mestres Quadreny, Luigi Nono, Pierre Boulez, Dieter Schnebel y Klaus Huber.
Ha recibido encargos de Radio Baden-Baden, la Asociación Catalana de Compositores, Radio Nacional de España, el CDMC del Ministerio de Cultura, el CDMC del Ayuntamiento de Barcelona y la Orquesta Sinfónica del Vallès.
Ha abordado otros campos donde la música está presente. Así, ha realizado la banda sonora del largometrajeEntreactede Miguel Cussó, ha hecho música para obras de teatro, ballets, recitales de poesía, documentales, magia, happenings, etc .. con autores como José Sanchís Sinisterra, Joaquim Sala Sanahuja, Perejaume, Cesc Gelabert, Vicenç Altaió, Hausson, Consuelo Villauba, Jordi Pablo, Lorenzo Soler, etc ...
La mayoría de sus obras han sido grabadas en diferentes discos, entre ellos cinco de monográficos.

## Música e informática
A partir del año 1982, comienza a experimentar en la investigación musical y musicológica con ordenadores, siendo un pionero en este campo.
- De 1982 a 1985 se dedica a la programación de análisis armónico.
- Del 1983 al 1990 trabaja en notación musical.
- Del 1986 al 1989 estudia el acompañamiento de melodías en tiempo real.
- Del 1989 al 1992 se dedica al estudio armónico y clasificación funcional del total de acordes y escalas.

Uno de sus programas, los primeros de notación musical en el mundo -La mà de Guido Music Setting System-ha sido utilizado por múltiples editoriales.

## Publicaciones
- La convergència harmònica: morfogènesi dels acords y les escales musicals,[2] es un tratado sobre la teoría de la armonía. Clivis Publicaciones. Barcelona, 1994.
- Application of virtual pitch theory in music analysis[3] es un artículo publicado en la revista Journal of New Music Research.Volumen 26. 1997.
- Los fundamentos de las tensiones armónicas,[4] libro sobre teoría armónica. Editorial Boileau. Barcelona, 2016

## Premios
- En 1984 obtiene el Premio Simolog 1984 concedido por la Fundación Citema, por sus trabajos sobre notación musical.
- En 1997 recibió el Premio Quadern otorgado por la Fundación Amigos de las Artes y las Letras de Sabadell, correspondiente a música dentro del ámbito sabadellense. El Jurado estaba presidido por Manuel Costa Fernández.

## Obra musical

### Orquesta
- Dues distraccions (1979), 6'. Chamber orchestra (2.2.2.1 - 1.1.1.0. - Pno. Perc. Str.) Est: Sabadell 1979 (Orq. JJ.MM., dir:B. Casablancas)
- Gran Copa Especial (1979), 10'. Orchestra (2.2.CAn.2.ClB.2.CFg - 4.2.3.1. - Hp. Pno. 4 Perc. Str.) Est: Barcelona 1980 (Orq. Ciutat de Barcelona, dir: J.L. Moraleda)
  - Pub: C.E.M.
  - Rec: Ars Harmonica AH021 (CD)
- Poema promiscu (1981), 11'. Orchestra (3.2.2.ClB.2. - 4.2.3.1. - Pno. 5 Perc. - Str.) Est: Barcelona 1981 (Orq. Ciutat de Barcelona, dir:A. Argudo)
  - Pub: C.E.M.
- Visions grotesques (1992), 20'. Orchestra (2.2.2.2. - 4.2.3.1. - Perc. - Str.) Est: Sabadell 1993 (Orq. Simf. del Vallès, dir: J.L.Temes)
  - Rec: Ars Harmonica AH021 (CD)
  - Pub: Edicions La mà de guido
- Indika (Indigets) (part de Suite Emporitana) (2001), 3'. Ocarina, percussion and string orchestra Est: Figueres 2001 (Jove Orquestra de Figueres)
  - Rec: EN-222 (Carelli R.)(CD)

### Conjunto de cámara
- Dos Contes (1982), 8'. Six Percussionists. Est: Barcelona 1982 (Perc. de Barcelona, dir: X. Joaquín)
  - Rec: UM.A2 (LP)
- Música Vironera (1977), 10'. Chamber ensemble (Guit.Pno.Perc.Vl.Vla.Vcl.) Est:Barcelona 1977 (GIC)
  - Rec: EDA E9-1060 (LP)
- Higiènica...!: Estomaca'l i Marxa (1978), 9'. Chamber ensemble (Fl.Cl.Guit.Pno.Perc.Vl.Vcl.) Est: Barcelona 1979 (GIC, dir:C.Santos)
  - Pub: C.E.M.
  - Rec: EDA E9-1060 (LP)
- Gran Copa Especial (Trans. 1983), 10'. Chamber ensemble (Fl.Ob.Cl.Tp.Pno.Perc.Vl.Vla.Vcl.) Est: Barcelona 1985 (Solar Vórtices, dir:J.P.Dupuy)
  - Rec: Àudio-Visuals de Sarrià L 1261/62 (LP)
- Rondó (1983), 12'. Chamber ensemble (Fl.Ob.Cl.Tp.Pno.Perc.Vl.Vla.Vcl.) Est: Barcelona 1983 (Ensemble 2E-2M, dir:P.Mefano)
  - Rec: Ars Harmonica AH021 (CD)
- Quatre dibuixos per a guitarra i cordes (1995), 10'. guitar and string quartet or string orchestra. Est: Perelada 1995 (J.Codina i Orq. de Cadaqués)
  - Pub: Edicions La mà de guido
  - Rec: Columna Música 1CM0203(CD)
- Tres converses per a 10 instruments (1997), 9'. Chamber ensemble (Fl, Cl, Fg, Tpa, Tp, Tbó, Vl, Vla, Vlc, Ctx). Est: Zaragoza 1999 (Grupo Enigma, dir: J.J.Olives)
  - Pub: Edicions La mà de guido

### Música de cámara
- Marina (1977), 5'. flute and piano. Est: Sabadell 1977 (O. Serra, J. Rubinat)
- La negra, lliscosa (1978), 9'. clarinet and piano. Est: Barcelona 1978 (J. Rodriguez-Picó, J. M. Escribano)
  - Rec: UM.A3 (LP)
  - Pub: Edicions La mà de guido
- I due ubriachi (1978), 5'. violin (flute) and violoncello. Est: Trestina 1978 (I.Mastropierro, B.Wathen)
  - Pub: Edicions La mà de guido
- Variacions per a 20 dits (1979), 4'. piano four hands. Est: Barcelona 1980 (C. Cesena, J. Cuixart)
  - Rec: EDA E9-1060 / U.M. DC 104 (CD)
- Gran Copa Especial (Trans.1984), 10'. piano four hands. Est: Badalona 1984 (C. Cesena, J. Cuixart)
  - Pub: Edicions La mà de guido
  - Rec: U.M. DC 104 (CD)
- Ritmes d'ultramar (1991), 7'. Two pianos. Est: Barcelona 1991 (Germans Molina)
  - Pub: Edicions La mà de guido
  - Rec: Ars Harmonica AH021 (CD) / U.M. DC 104 (CD)
- Dental (Trans. 1979), 2'. Two guitars. Est: Mahón 1979 (L. Caballé, B. Vidal)
  - Pub: Edicions La mà de guido
- So d'oda (1981), 6'. Two guitars. Est: Barcelona 1981 (L. Caballé, B.Vidal)
- Ritmes d'ultramar (Trans.1993), 7'. Two percussionists. Est: Barcelona 1993 (Percus. de Barcelona)
- De Caldetes a Moià (1978), 10'. guitar. piano. percussion. Est: Barcelona 1978 (J. Codina, C. Santos, X. Joaquín)
  - Pub: Edicions La mà de guido
  - Rec: EDA E9-1060 (LP)
- Trio per a cordes (1992), 11'. String trio. Est: Sabadell 1992 (Trio à cordes de Paris)
  - Pub: Edicions La mà de guido
  - Rec: Àudio-Visuals de Sarrià 25.1552 (CD)
  - Rec: Ars Harmonica AH021 (CD)
  - Rec: U.M. DC 104 (CD)
- Converses (1999), 9'. wind quintet. Est: Barcelona 2001 (Solistes de l'OBC)
  - Pub: Edicions La mà de guido
  - Rec: Columna Musica 1CM0201 (CD)

### Música vocal
- Sis cançons breus (1982), 8'. Solo Voice. Est: Barcelona 1982 (M.Comadira)
  - Pub: CLIVIS
  - Rec: UM.A2 (LP) / U.M. DC 104 (CD)
- Paralàlia de paralaues (1992), 6'. voice (mezzo-soprano) and piano. Est: Barcelona 1992 (M. Kowollik, L. Maffiotte)
  - Pub: Edicions La mà de guido
  - Rec: U.M. DC 104 (CD)
- Circ (1999), 4'. voice (mezzo-soprano) and piano. Est: Sabadell 1999 (M. Torruella, A. Pla)
  - Pub: Edicions La mà de guido
  - Rec: AH106 (CD) / U.M. DC 104 (CD)
- Música groga (1980), 6'. Choir. Est: Sabadell 1980 (Coral Belles Arts de Sabadell)
  - Rec: UM.A2 (LP)
- Tres palíndroms per a cor (1990), 10'. Choir. Est: Sabadell 1991 (I. Argentina) (Coral Belles Arts de Sabadell) Est: Barcelona 1999 (I, II, III) (Cor de Cambra del Palau)
  - Pub: Edicions La mà de guido
  - Rec: U.M. DC 104 (CD)
- Cara Cosa (1991), 5'. Choir. Est: Gerona 1993 (Cor de Cambra del Palau)
  - Pub: Edicions La mà de guido
  - Rec: U.M. DC 104 (CD)
- Olis d'olímpia (1991), 4'. Choir. Est: Gerona 1993 (Cor de Cambra del Palau)
  - Pub: Edicions La mà de guido
  - Rec: U.M. DC 104 (CD)

### Solos
- Escarabat-piano (1975), 5'. Piano. Est: París 1977 (C. Santos)
- Suite Gàstrica (1979), 8'. Piano. Est: Barcelona 1981 (L. Maffiote)
  - Pub: A.C.C, Edicions La mà de guido
  - Rec: UM.A2 (LP), Anacrusi AC003 (CD), U.M. DC 104 (CD)
- Dental (1978), 2'. Harpsichord. Est: Sabadell 1978 (L. Guerberof)
  - Pub: Edicions La mà de guido
- Residus (1976), 11'. Guitar. Est: Barcelona 1977 (F. Quiroga)
- Peça gomosa (1977), 6'. Guitar. Est: Barcelona 1979 (J. Codina)
  - Rec: UM.A3 (LP)
  - Pub: Edicions La mà de guido
- Lleu (1980), 4'. Flute. Est: Madrid 1980 (B.Held)
  - Pub: Edicions La mà de guido
  - Rec: UM.A2 (LP)
- Dues melodies distants (1982), 7'. Clarinet. Est: Barcelona 1983 (A.Bayonas)
  - Rec: UM.A2 (LP)
  - Pub: Edicions La mà de guido
- Set estudis modals (2006), 11'. Piano.
  - Pub: Edicions La mà de guido

### Cobla
- Finestral (2007), 7'30 . Est: Barcelona 2007 (Cobla Sant Jordi-Ciutat de Barcelona)
  - Pub: La mà de guido

### Música escénica
- L'arlequí (1982), 10'. Ballet (Perejaume i M. Huerga), clarinet and double bass. Est: Sant Pol de Mar 1983 (C. Gelabert, A. Bayonas, M. Rossy)
  - UM.A2 (fragmento) (LP)
- Oh! Els bons dies (198?), 15'. Música Incidental (S. Beckett, dir: J. Sanchís). Violin. Est: Barcelona 198?
- Música-Màgica (1992), 12'. Magician and Chamber ensemble (Fl.Cl.Pno.Perc.Vl.Vlc). Est: Barcelona 1992 (Hausson i MÚSICA XXI)
  - Rec: AH021 (CD)
  - Pub: La mà de guido
- El cafè de la marina (1994), 5'. Música Incidental. Tenora. Est: Sabadell 1994 (Jaume Vilà)

### Música electroacústica
- Espais residuals (Espai I) (1976), 11'. Voice and Tape. Est: Barcelona 1976 (Llorenç Balsach)
  - Rec: Ars Harmonica AH190 (CD)
- Carota i Caramel (1976), 25'. Tape. Est: Porto (1979)
  - Rec: Ars Harmonica AH190 (CD)
- Classes de música a la granja (1993), 47'. Tape. RNE.Radio Clásica 1993
  - Rec: CAVE CANIS (CD)(suite)
  - Rec: TRHM20 (Tritó) (CD)(fragment)
  - Rec: Ars Harmonica AH190 (CD)(suite)
- El sueño de las olas (1994), 15'25. voice, tenora and tape. RNE.Radio Clásica 1994
  - Rec: Ars Harmonica AH190 (CD)

### Diversos
- Espais sonors (1975). "Exposició sonora". Acadèmia de Belles Arts de Sabadell 1975
- 14 Poemes Sonors sobre 14 Poemes Visuals de J.Sala Sanahuja (1975), 15'. guitar and slides. Vigo 1976
- L'assassí Bagliatti (1977), 10'. declaimer and tape. Est: Radio Sabadell 1978 (F.Balaguer)
  - Rec: EDA E9-1060 (LP)
- El Cant de les Arteries (1979), 3'. Tape.
  - Rec: EDA E9-1060 (LP)
- Música per al llargmetratge "Entreacte" de M.Cussó. Chamber ensemble (Veu. Fl. Cl. Sax. Trp. Tbo. Pno. Vcel. Cbaix.) Est: Barcelona 1989